# 베이징 지하철 DKZ4형 전동차
베이징 지하철 DKZ4형 전동차(중국어: 北京地铁DKZ4型电动车组)는 베이징 지하철의 통근형 전동차중 하나로 현재 1호선에서 운영되고 있다.

## 개요
푸바선(复八线) 개통에 대비하여 베이징 지하철은 1996년 DKZ4형 전동차를 주문하기 시작했다. (DKZ4형 전동차는 DK28, DK29, DK30, DK31로 구성) DKZ4형은 총 186대로 1998년 생산됐으며, 이 중 114대(S401-S419호)는 창춘궤도객차에서 생산, 72대(S420-S431호)는 베이징 지하철 차량공장에서 생산되었다. 이 차량은 1999년에 푸바선에서 운행을 시작하여, 2000년에 1호선에 운행하였다. 이 차량은 베이징 지하철의 첫번째 VVVF 제어방식의 열차이다. 현재 열차는 쓰후이 차량단(四惠车辆段)과 구청 차량단(古城车辆段)에 주박되어있다.

## 열차 내부
열차는 드럼형 차체로, 출입문은 공합 내장형이며, 객차마다 4쌍의 출입문이 있으며, 또한 객실간의 통로문이 자동으로 닫히는 형식이다. 차량에는 LED를 사용한 전자노선도와 LCD 모니터가 장착되어 있다. 운전실의 기본 제어기는 핸들식으로, 견인 4단+제동 7단이다.

## 장비
열차의 제어 장비는 GTO-VVVF이며, 이 중 VVVF 출력은 1200KVA, GTO는 4500V/4000A이다. 인버터는 40KVA 정지형 인버터로 직류 750V를 교류 220V와 직류 DC110V, DC24V로 역변환한다.

## 냉방 개조
2008년 베이징 올림픽을 앞두고 2007년부터 베이징 지하철 차량창에서 개조가 시작되었으며, 외부는 흰색 도색에서 은회색 도색으로 변경하고, 전기 계통은 일련의 개조를 진행했다. 초기 기술적 제약으로 인하여, 열차 내부에는 에어컨은 설치되지 못했고, 대신 선풍기가 설치되었다. 열차의 냉방화를 가속화하기 위해, 2010년에 DKZ4형 열차는 베이징 지하철 차량 장비 유한회사의 추가 에어컨(칸당 냉매가 12kW인 마쓰시바(松芝) KLDL12AA 에어컨 4대를 갖추고 있음)과 내부 개조(점멸 조명과 LED 디스플레이와, 대부분의 차량의 창이 폐쇄식으로 변경됨)를 이루고, 마지막으로 차량명을 DKZ4G로 변경(최초 시험 열차 S423과 S405)하여 2012년까지 완료하였다.

## 신호 개조
1호선 새로운 CBTC 신호시스템과의 호환 시험을 위해 기존 DKZ4 차량조는 조작대 변경, 차량 전면에 CBTC 신호 수신기 추가, 제어 BT 회로 변경을 포함하여, 기존 GTO-VVVF에서 도요 전기(東洋電機)IGBT-VVVF로 변경되었다. 초기에는 기존 ATP 캐비닛을 객실에 배치했다가, 1호선 CBTC 시스템이 투입됐을 때 기존 ATP 캐비닛을 모두 해체했다. 첫 번째 개조 차량은 S402이었다. 현재 모든 차량을 완전히 개조하였다.
- 도색이 변경되고 에어컨이 없는 S406 차량이 둥단 역에 정차한 모습 (2008년 11월)
- 에어컨이 장착된 S401 차량이 톈안먼 서역에 정차한 모습 (2015년 4월)
- 신호개조된 S401 차량이 왕푸징 역에 정차한 모습 (2018년 8월)

## 편성
|            | DKZ4← 핑궈위안쓰후이둥 → |           |           |           |           |            |
| 객차번호   | 1                        | 2         | 3         | 4         | 5         | 6          |
| 집전장치   | 있음                     |           | 있음      |           |           | 있음       |
| 객차 유형  | DK28                     | DK30      | DK29      | DK31      | DK31      | DK28       |
| 형태 구분  | S4XX1 (Mc)               | S4XX2 (T) | S4XX3 (M) | S4XX4 (T) | S4XX5 (T) | S4XX6 (Mc) |
| 동력장치   | 장치1                    | 장치1     | 장치2     | 장치2     | 장치3     | 장치3      |
| 기타 설비  |                          |           |           |           |           |            |
| 기계 설치  |                          | SIV       |           |           | SIV       |            |
| 차량 중량  | 33.5t                    | 26.9t     | 32.1t     | 24.3t     | 26.9t     | 33.5t      |
| 승객적재량 | 230명                    | 245명     | 245명     | 245명     | 245명     | 230명      |

범례
- SIV：정지형 인버터(일본어:静止形インバータ)

- 개정 전의 DKZ4 차량 내 상단에 장착된 선풍기(2009년 12월 S401호차)
- 에어컨 추가 장착 후 DKZ4 객차 내부(2015년 4월 S401호차)
- DKZ4 운전대(2018년 8월 S401호차)

## 열차 배정
- 쓰후이 차량단(四惠车辆段): S401-S429
- 구청 차량단(古城车辆段): S430-S431

## 사고
2009년 6월 28일 오전 9시 36분경에 시단에서 푸싱먼 사이에 DKZ4형 열차가 고장을 일으켰으며, 이 때문에 30분 가까이 지난 뒤에야 노선 운영이 정상화됐다.

## 기타
2013년 5월, S402호 열차가 고장을 일으키면서 운행이 중단되었으며 쓰후이 차량단에 봉인되었다. 신호 시스템과 제어대개조 후 2015년 2월에 다시 운행을 재개하였다.